# عبدالفتاح فومنی
عبدالفتاح فومنی مؤلف تاریخ گیلان، تاریخی محلی برای گیلان است. این کتاب وقایع رخ داده بین سالهای ۹۲۳ تا ۱۰۳۸ هجری / ۱۵۱۷–۱۶۲۸ میلادی را پوشش می‌دهد. فومنی بین سالهای ۱۰۱۸–۱۹ در روستای لشت نشا، در خدمت بهزاد بیگ استرآبادی وزیر گیلان، بود. بهزاد بیگ هنگامی که سارو خواجه (خواجه بلوندی) وزیر آذربایجان مسئولینش را زندانی کرد دچار مشکل شد. بهزاد بیگ با شنیدن این خبر دهقانان منطقه‌اش را مسلح کرد و به سوی گسکر و آستارا رفت. این اتفاقات به شاه عباس گزارش شد و وی تصمیم گرفت در خصوص این موضوع بررسی‌های بیشتری انجام گیرد. وقتی بهزاد بیگ این خبر را شنید در خانه خواجه کمال الدین بود و عبدالفتاح فومنی هم آنجا حاضر بود.
شاه عباس در سال ۱۰۲۱ بهزاد بیگ و کارکنانش را از سمتهای خود در دیوان برکنار کرد و فومنی هم یکی از سه فرد نامزد شده از سوی شاه برای بررسی حساب‌های بیه پس بود. عادلشاه، پسر جمشید خان، فرمانروای موروثی گیلان؛ در ۲۹ شوال1309 |1ژوئن ۱۶۳۰ فومن را اشغال کرد. فومنی و خانواده‌اش به همراه دیگر افراد بدین هنگام فومن را به سوی عراق ترک کردند.
تاریخ گیلان تنها اثر بازمانده از فومنی ست. او از هیچ رییسی نام نمی‌برد. دلیلش برای نوشتن را توضیح می‌دهد: در پنجاه سال گذشته، او دیده که گیلان از کنترل سلاطین صفوی به در آمده و وارد آشوب، قیام و انقلاب شده، نظیر اشغال گیلان بدست عادل‌شاه. فومنی می‌گوید گرچه او فردی درونگرا و منزوی بوده با این وجود حوادثی که شاهدش بوده را می‌نوشته زیرا کس دیگری چنین نمی‌کرده. اینها شامل حسابهای فرمانروایان موروثی مازندران، گسکر، آستارا و لنگرکنان در دوره شاهان صفوی می‌شده تا روشن شود چرا آنها سرنگون شده‌اند.
او تاریخ را به دو فصل و چندین گفتار تقسیم می‌کند. فصل اول مربوط به وقایع مربوط به شکست مظفر سلطان، حکمران غرب گیلان و پایان سلسله اسحاقی ست که به مدت ۱۴۲ سال در قدرت بودند. فصل دوم از ۱ - حساب خان احمد خان فرمانروای شرق گیلان ۲- بدبیاریهای بازماندکان شاه جمشید خان ۳ قتل سیاوش خان حاکم گسکر ۴ قیام حمزه خان حکمران آستارا و قتل او در شروان ۵- پایان فرمانروایان مازندران (سادات مرعشی) و ۶ به زیر سلطه شاهان صفوی درآمدن گیلان و مازندران
نوشته فومنی به دلیل تمرکز او بر رهبران و فرمانروایان محلی گیلان با جزئیات خیلی بیشتر نسبت به تاریخ نویسان رسمی درباری نظیر اسکندربیگ ارزشمند است. به هر حال او همزمان درگیر شدن صفویان در منطقه را هم توصیف می‌کند نظیر اتحادهای ازدواجی با اشراف محلی. او همه اینها را از دید فرد ساکن گیلان می‌نویسد و رفتار و اعمال مردم گیلان را به دلیل اختلال و دورانهای آشوبناکی که در آن می ریست مورد نقد قرار می‌دهد. تاریخ او با وصفی از درگیر بودن شاه صفی در منطقه خصوصاً سرکوبی شورش غریب شاه گیلانی خاتمه پیدا می‌کند.